# Gora Potanina
Gora Potanina är ett berg i Antarktis. Det ligger i Östantarktis. Australien gör anspråk på området. Toppen på Gora Potanina är 521 meter över havet.
Terrängen runt Gora Potanina är huvudsakligen lite kuperad.  Trakten är obefolkad. Det finns inga samhällen i närheten.